# Accept
Az Accept egy német heavy / power metal együttes. A zenekart Udo Dirkschneider énekes, Wolf Hoffmann gitáros, és Peter Baltes basszusgitáros alapította Solingenben. Hét év szünet után 2004–2005-ben álltak össze egy turné erejéig, majd 2009-ben új énekessel Mark Tornillóval tértek vissza. Az együttes Európa egyik legismertebb heavy metal formációja, lemezeikből 27 millió példány kelt el világszerte. Az 1980-as évek elején készült albumaik jelentős szerepet játszottak a speed metal kialakulásában.

## Története

### Korai évek (1968–1982)
Megalakulása után évekig nem volt biztos felállása az együttesnek. Állandó változásokon mentek keresztül, ami lényegében amatőr szinten tartotta őket, miközben a közönség előtt is csak szórványosan jelentek meg különböző fesztiválokon. A szakmai előmenetelük 1976-ban kezdődött, amikor felkérték őket, hogy játszanak az egyik első német rock and roll-fesztiválon, ez volt a Rock am Rhein. A fesztivált követően az együttes lemezfelvételi lehetőséget kapott. Az ekkor felvett első Accept-album még nem aratott nagy kereskedelmi sikert.
Az Accept első stabil felállása Udo Dirkschneider énekesből, Wolf Hoffmann és Gerhard Wahl gitárosokból, Peter Baltes basszusgitárosból és Frank Friedrich dobosból állt. Friderich és Wahl otthagyták az együttest az Accept megjelenése után, mert nem állt szándékukban professzionális zenészekké válni. A helyükre Stefan Kaufmann és Jörg Fischer érkezett. Ezzel az új felállással kezdtek neki az új album felvételének 1980-ban. Az I’m a Rebel album hívta fel a média figyelmét a csapatra, ekkor kérték fel őket először televíziós felvételre.
1981-ben három fontos esemény is történt az együttes életében. Az első a Breaker album megjelenése volt, második Gaby Hauke menedzser megérkezése a csapathoz, aki az egész további karrierjük során menedzselte őket. A harmadik jelentős eseményt az jelentette, amikor az Accept csatlakozott a Judas Priest világkörüli turnéjához, ami jelentős sikert hozott az együttesnek, Európa-szerte ismertté téve őket.
A következő album a Restless and Wild 1982-ben jelent meg, de Jörg Fischer ekkor már nem volt az Accept tagja, röviddel az album felvétele előtt otthagyta a csapatot. Az összes gitár témát Wolf Hoffmann játszotta fel. A Restless and Wild albumon látható hogy az Accept zenéjébe egyre több olyan jellemvonást foglaltak bele, amit később már speed metálnak neveznek. Az album megjelenését egy turné követte, amire Jan Koemmet gitáros segítségét kérték, hogy elő tudják adni a dalokat a színpadon.

### A siker (1983–1987)
Az Accept számára az igazi sikert a következő albumuk, a Balls to the Wall megjelenése hozta, ami különbözött az eddig megjelentektől. Ez egy konceptuális album volt, olyan dalokkal amelyek komoly társadalmi problémákról szóltak, mint például a politika, a homoszexualitás, a különböző emberi kapcsolatok. A címadó dal a Balls to the Wall az elnyomás ellen tiltakozik, a Fight It Black a társadalomba beilleszkedni képtelen emberekről szól, miközben az alkalmazkodás ellen harcol. A szövegek szerzője az Accept és egy bizonyos Deaffy, amit később felfedtek, hogy a menedzserük, Gaby Hauke rejtőzik az álnév alatt. Ettől az albumtól kezdve ő írta a dalszövegeiket, anélkül hogy a dalok szövegeiért szerzőséget kért volna.
1983-ban a szülővárosukban adott koncert alatt véletlenül összefutottak Jörg Fischerrel. Hauke ragaszkodott hozzá, hogy Fischer legyen újra a zenekar tagja. Ezután egy olyan világkörút következett, ami egészen 1984-ig tartott, majd a történelmi Monsters of Rock fesztiválon léptek fel Angliában.
1985-ben jelent meg a Metal Heart, hamarosan utána pedig a Kaizoku-Ban EP, ami egy Japánban felvett koncertlemez. Az albumok sorában a Russian Roulette következett 1986-ban, amin a Scorpions producerével Dieter Dierkszel dolgoztak együtt.
Időközben a különbözőségek is kezdtek a felszínre törni a csapat tagjai között. Peter Baltes, Wolf Hoffmann és Gaby Hauke egyre nagyobb érdeklődést mutattak az USA irányába, egyre több időt töltöttek a tengeren túli országokban, többet mint Németországban, ami azt jelentette hogy állandóan távol voltak az Accept többi tagjától. A köztük lévő távolság hézagot okozott, ezt Udo Dirkschneider úgy akarta pótolni, hogy szólókarrierbe kezdett. Az együttes otthon maradt tagjai együtt dolgoztak Udóval az első szóló albumán. Az Animal House című album U.D.O. név alatt jelent meg Európában és Amerikában.

### AzEat the Heatidőszak (1988–1989)
Egy rövid tétlen időszak után Peter, Wolf és Stefan úgy döntöttek, hogy megpróbálnak még egyszer együtt dolgozni. David Reece énekest kérték fel, hogy lépjen Dirkschneider helyére. Udo szólókarrierje jól működött és Jörg Fischer gitáros még egyszer elhagyta az együttest. Néhány demó után az együttes elég stabilnak tűnt és kiadta az Eat the Heat című albumot, ami az első Udo nélküli Accept album.
Egy rövid amerikai bemelegítő körút után Jim Stacey ritmusgitáros támogatásával európai turnéra indultak. A turné során Stefan Kaufmann háta komoly sérülést szenvedett, őt a turné befejezéséig Ken Mary váltotta fel a doboknál. A turné nem bizonyult túl szerencsésnek, egyrészt Kaufmann sérülése miatt, akinek egy hosszabb szünetet kellett tartania a dobolásban, másrészt, mert úgy ítélték meg, hogy Reece egy instabil személyiség, akivel nem tudnak együtt dolgozni. Végül úgy döntöttek, hogy eljött a visszavonulás ideje. 1989-ig az Accept abbahagyta a tevékenységét.

### Újra Dirkschneiderrel, az utolsó közös évek (1992–1997)
1990-ben kibocsátottak egy koncert-felvételekből álló összeállítást Staying a Life címmel, a rajongók szerte a világon egy újra egyesülésre vágytak. Egy németországi látogatás alkalmával Udo találkozott az Accept zenészeivel és egy beszélgetés után eldöntötték, hogy újra együtt dolgoznak az együttes klasszikus felállásával.
1993-ban megjelent a Objection Overruled. Az együttes újbóli összeállása Európában és Amerikában is sikeres lett, ahol az együttes a Pavement Recordsszal szerződtöt le. Az album megjelenését egy világ körüli turné követte. 1994-ben megjelent a Death Row című albumuk, de Kaufmann a korábbi sérülése kiújult és így képtelen volt még egyszer játszani. Az együttes a következő tervezett turnéra meghívta Stefan Schwarzmannt, hogy ideiglenesen pótolja Kaufmannt.
A zenészek mindazonáltal elkezdték fáradtnak érezni magukat. A Soligen városából származó tizenévesek fiúkból felnőttek lettek, és elkezdték érezni magukon azt a fáradtságot, amit az egész életen át tartó turnézás jelentett. A véglegesség érzése már bennük volt, amikor stúdióba vonultak, hogy Michael Cartellone-nal (a Damn Yankees együttesből) a doboknál felvegyék a Predator című albumukat, ami 1996-ban jelent meg. Az Accept utolsó turnéja a Predator album népszerűsítésére indult, keresztül Amerikán, Európán és Ázsián, majd Japán fővárosában Tokióban ért véget.

### Folytatás Mark Tornillóval (2009-től napjainkig)

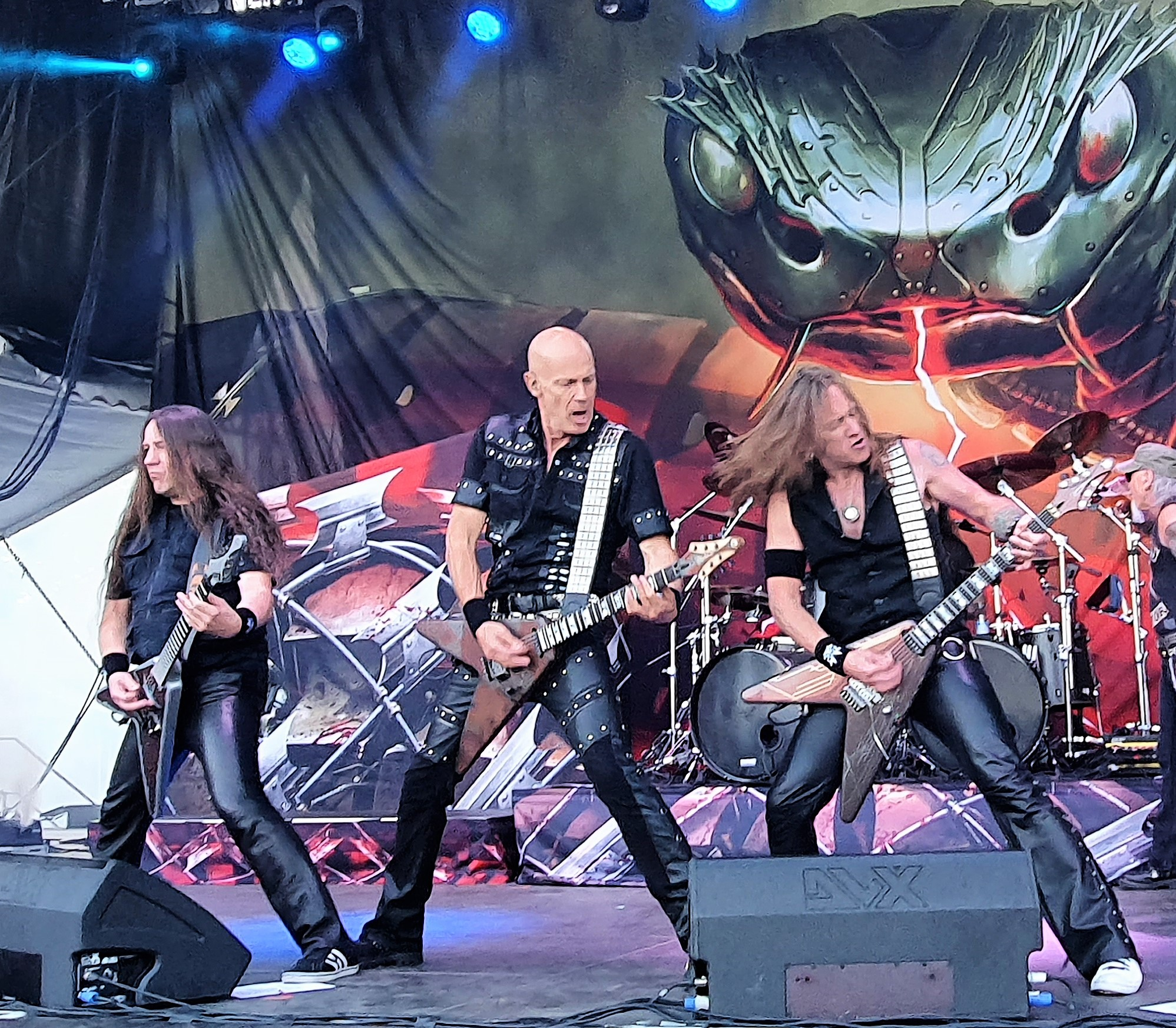
Gitárosok: Uwe Lulis, Wolf Hoffmann és Philip Shouse.

Az Accept jövője bizonytalan, minden tag a saját projektjein dolgozik. Mindazonáltal 2005-ben újra összejöttek egy rövid megemlékező turnéra, melynek utolsó állomása 2005. augusztus 27-én volt Bulgáriában, de emlékezetes koncertet adtak előtte Budapesten, a Sziget fesztiválon is. Udo Dirkschneider a Lords of Metal magazinnak adott interjúban arról beszélt, hogy egyelőre nem tervezik az újabb visszatérést. 2009-ben úgy döntött a zenekar, hogy Udo Dirkschneider nélkül, egy új énekessel visszatérnek a színtérre. Az egykori TT Quick énekes Mark Tornillo személyében megtalálták az új énekest, és 2010-ben kiadták a Blood of the Nations című visszatérő albumukat. Az albumon Peter Baltes basszusgitáros, Wolf Hoffman gitáros, Mark Tornillo énekes mellett Stefan Schwarzmann dobolt, míg a ritmusgitárt a régi tag Herman Frank kezelte. Az album kiváló kritikákban részesült, és kereskedelmileg is az együttes egyik legsikeresebb produkciója lett. 
A nagy várakozást megelőző folytatás 2012 áprilisában jelent meg Stalingrad címmel, amely szintén elnyerte a kritikusok és a rajongók tetszését. 2014 végén Herman Frank és Stefan Schwarzmann saját együttesük, a Panzer miatt, kiléptek, helyükre Uwe Lulis és Christopher Williams érkeztek. 2018 novemberében Peter Baltes  basszusgitáros  várlatlanul kilépett a zenekarból. Helyére 2019 áprilisában Martin Motnik érkezett. Nem sokkal később hatfősre bővült a csapat, ugyanis Philip Shouse személyében egy harmadik gitáros csatlakozott.

## Diszkográfia

### Stúdióalbumok
- Accept – 1979
- I’m a Rebel – 1980
- Breaker – 1981
- Restless and Wild – 1982
- Balls to the Wall – 1983
- Metal Heart – 1985
- Russian Roulette – 1986
- Eat the Heat – 1989
- Objection Overruled – 1993
- Death Row – 1994
- Predator – 1996
- Blood of the Nations – 2010
- Stalingrad – 2012
- Blind Rage – 2014
- The Rise of Chaos – 2017
- Too Mean to Die - 2021
- Humanoid - 2024

### Koncertalbumok
- Kaizoku-Ban – 1985
- Staying a Life – 1990
- Live in Japan – 1992
- All Areas – Worldwide – 1997
- The Final Chapter – 1998

## Tagjai

### Jelenlegi felállás
- Wolf Hoffmann – gitár (1968-1989, 1992-1997, 2004-2005, 2009-)
- Mark Tornillo – ének (2009-)
- Uwe Lulis – gitár (2014-)
- Christopher Williams – dob (2014-)
- Martin Motnik – basszusgitár (2019-)
- Philip Shouse – gitár (2019-)
- Joel Hoekstra — gitár (2024-, ideiglenesen Philip Shouse helyett)

### Klasszikus felállás
- Udo Dirkschneider – ének (1968-1988, 1992-1997, 2004-2005)
- Wolf Hoffmann – gitár (1968-1989, 1992-1997, 2004-2005, 2009-)
- Jörg Fischer – gitár (1978-1982, 1984-1988)
- Peter Baltes – basszusgitár (1976–1989, 1992–1997, 2005, 2009–2018)
- Stefan Kaufmann – dob (1979-1989, 1992- 1994)

### További tagok
- Frank Friedrich – dob (1976-1979)
- Gerhard Wahl – gitár (1976-1978)
- Dieter Rubach – basszusgitár (1976)
- Hansi Heitzer –  gitár (1976)
- Rob Armitage – ének (1987-1988)
- Jan Koemmet – gitár (1982)
- Herman Frank Jr. – gitár (1982-1983, 2009-2014)
- Michael White – ének (1987)
- Rob Armitage – ének (1987-1988)
- David Reece – ének (1988-1989)
- Jim Stacey – gitár (1989)
- Stefan Schwarzmann – dob (1994-1995, 2005, 2009-2014)
- Michael Cartellone – dob (1995-1997)